# Roquette (plante)
Eruca sativa
Pour les articles homonymes, voir Roquette.
Espèce
Classification phylogénétique
La roquette (Eruca sativa) est une espèce de plantes annuelles de la famille des Brassicacées (ou crucifères), à fleurs blanches ou jaunâtres veinées de brun ou de violet ; ses feuilles ressemblent à celles des radis et des navets, botaniquement très proches, et ont une saveur piquante et poivrée.

## Phytonymie
Le nom vient du latin eruca, qui a donné le bas-latin ruca, puis le vieil italien ruchetta. Selon les régions, on l'appelle aussi rucola (Suisse, probablement à cause du nom en allemand et en italien), « rouquette » (Languedoc et Roussillon) ou « riquette » (Nice). La riquette est une forme sauvage de la roquette, aux feuilles petites et très goûteuses.
D'autres plantes plus ou moins semblables, dans les genres Diplotaxis, Erucastrum ou encore Bunias, portent le nom de roquette ou fausse-roquette. Lorsqu'il est besoin de les différencier, les Diplotaxis sont appelées « roquettes sauvages » et les Eruca « roquettes domestiques », les autres sont qualifiées de « fausses roquettes ».

### Synonyme
Synonyme accepté (d'après ITIS)
- Eruca vesicaria ssp. sativa (Mill.) Thell.

## Description

### Appareil végétatif
Cette plante annuelle, hérissée à la base (poils raides), a une tige dressée et ramifiée de 20 à 60 cm de hauteur. Elle présente une hétérophyllie avec des grandes feuilles basales et de plus petites feuilles caulinaires, épaisses, pennatilobées (lyrées-pennatifides), avec une marge de 4 à 10 à lobes incisés-dentés et un grand lobe terminal. Ces feuilles froissées dégagent une odeur piquante et sulfurée due à la libération de thiocyanates et d'isothiocyanates.

### Appareil reproducteur
Les fleurs, d'un diamètre de 20 à 32 mm, sont regroupées dans un corymbe lâche. Elles sont portées par d'épais pédicelles mesurant de 3 à 8 mm, beaucoup plus courts que le calice. Les quatre sépales dressés sont brun-violet, les latéraux étant un peu bossus, plus longs que le pédicelle. Les quatre pétales blanchâtres ou jaunâtres sont veinés de violet intense. L'androcée est composé d'étamines jaunes. L'ovaire est prolongé par un stigmate fendu en 2 lobes connivents. Les fruits sont des courtes siliques dressées, subcylindriques, de 12 à 25 mm de taille, prolongées par un bec comprimé en sabre, égalant la moitié des valves convexes ornées d'une seule nervure. Ils contiennent sur deux rangs des graines globuleuses, lisses, comestibles.

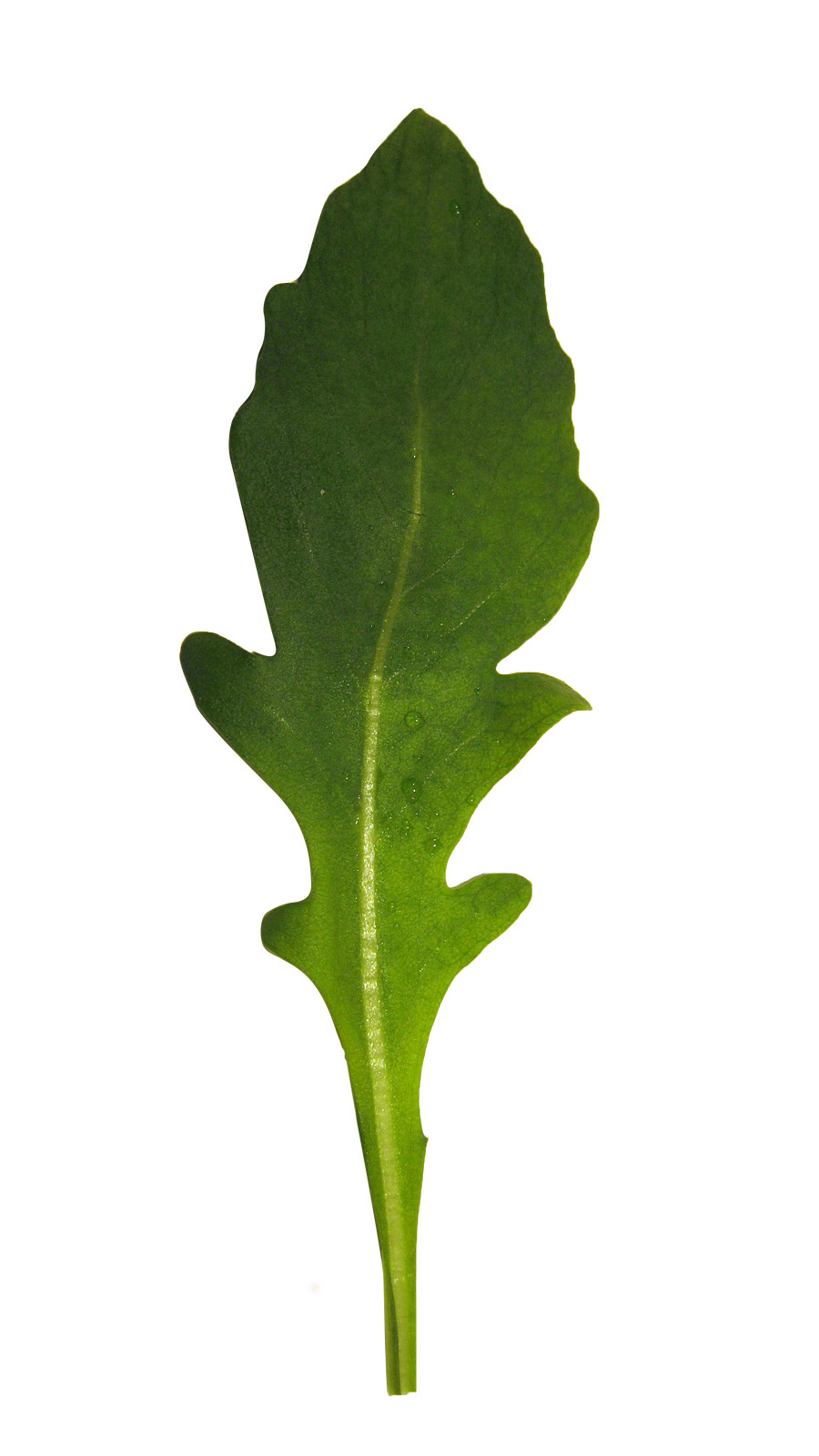
Feuille lyriforme-pennatipartite.
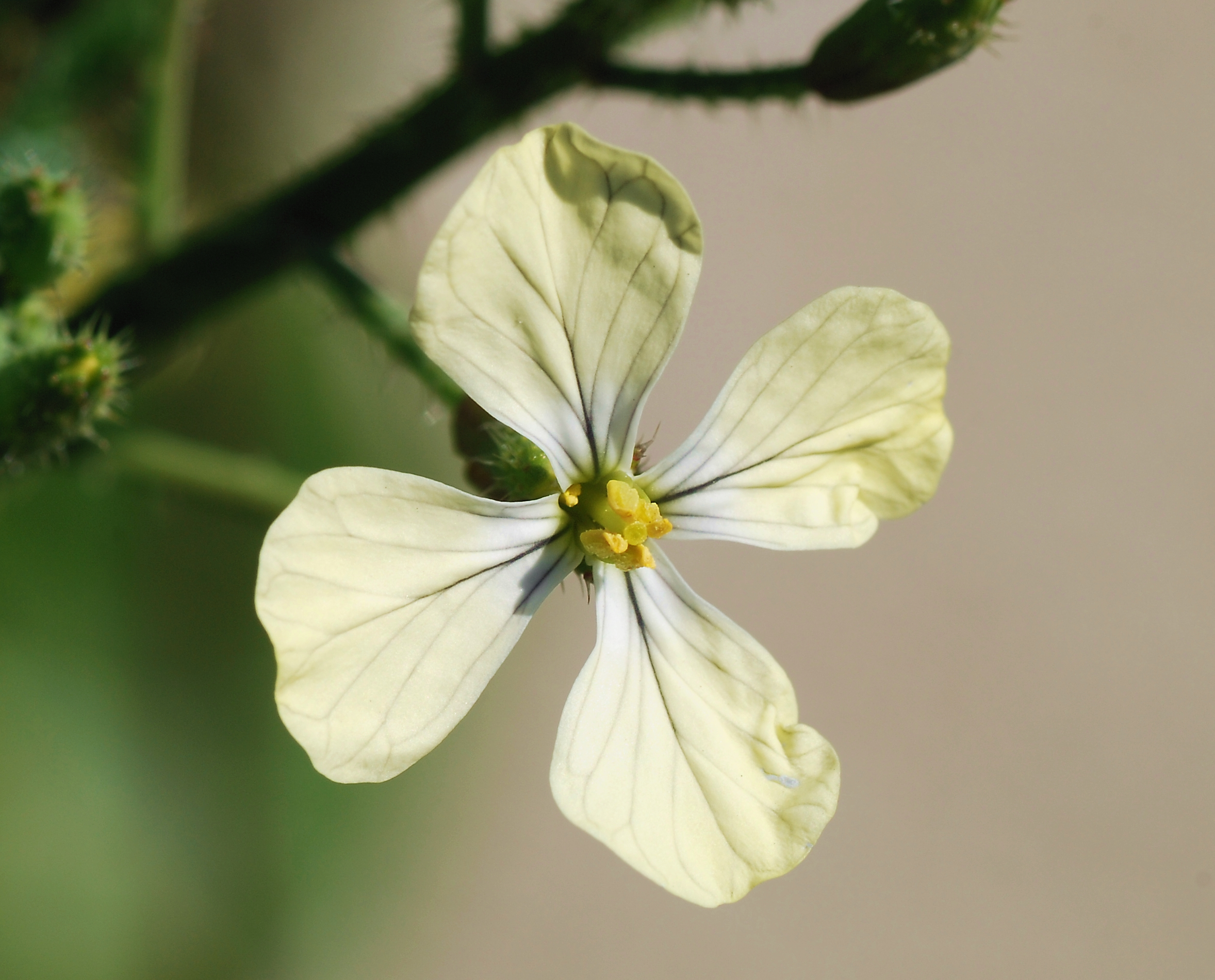
Fleur.
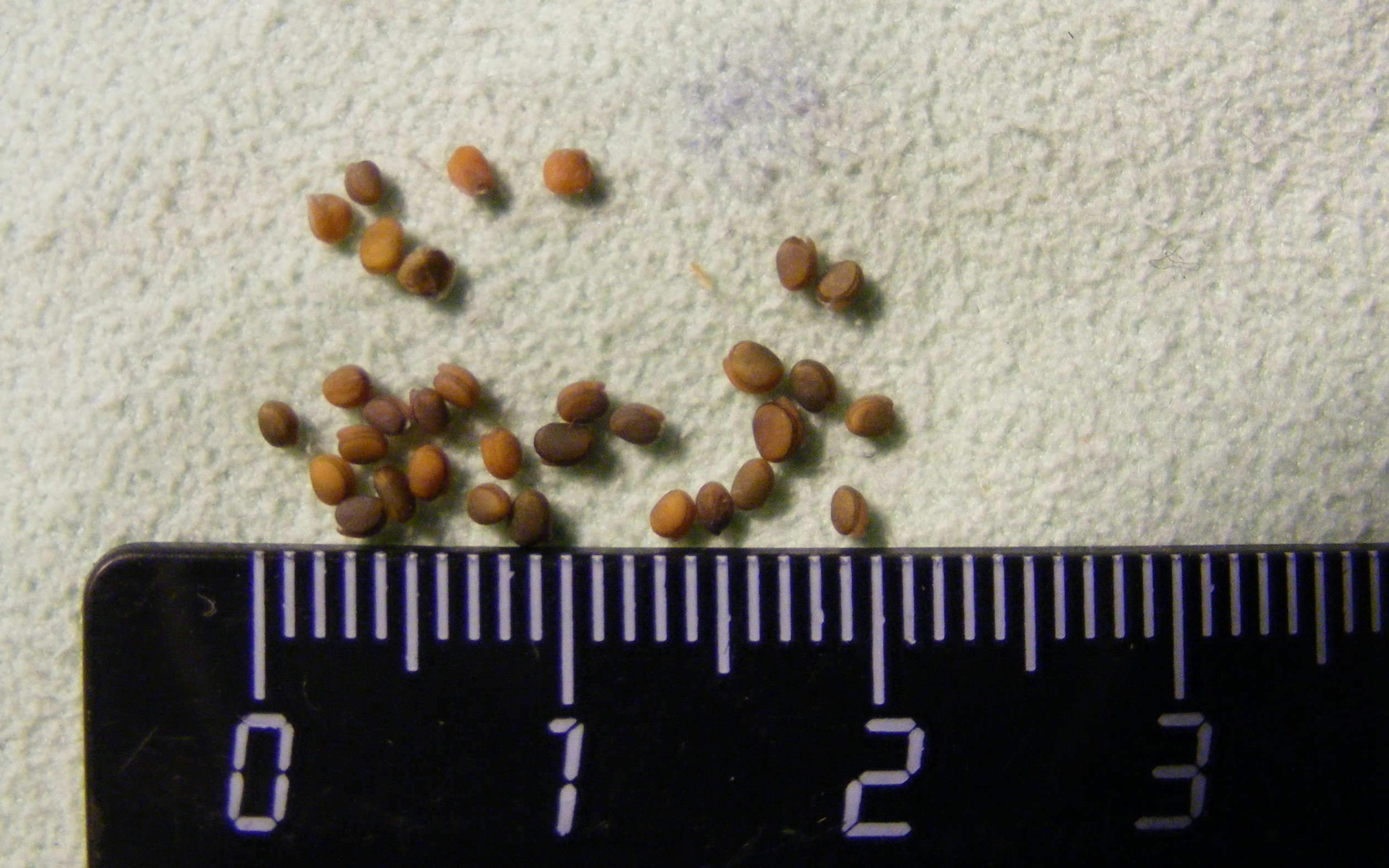
Graines.

## Biologie
On la sème au printemps, et jusqu'au début de l'été.
Consommée depuis l'Antiquité, les Romains l'avaient consacrée à Priape et la recommandaient aux maris peu portés sur la « chose ». Cette réputation s'est perpétuée au Moyen Âge, les autorités religieuses interdisant sa culture dans les jardins des monastères. Mais elle fait partie des plantes dont la culture est recommandée dans les domaines royaux par Charlemagne dans le capitulaire De Villis (fin du VIIIe ou début du IXe siècle).

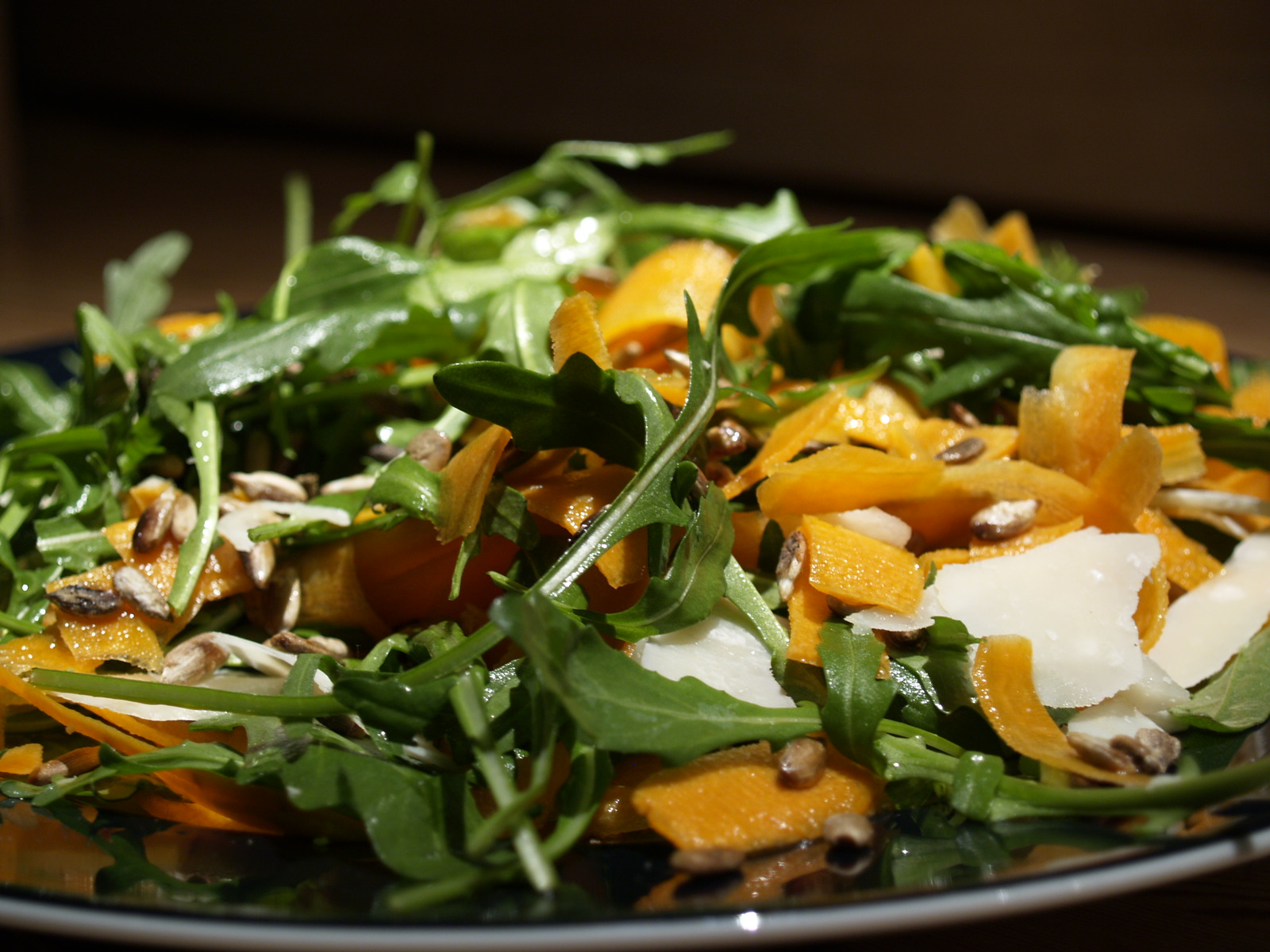
Salade de roquette, carottes et parmesan.

## Utilisations

### En cuisine
On récolte les jeunes feuilles tendres, qui sont utilisées en salade, seules ou en mélange (mesclun), ou les feuilles plus développées que l'on cuit dans les pâtes, le risotto, le pesto, les soupes et les ragoûts.
En Italie, la roquette est souvent utilisée dans les pizzas, ajoutée au dernier moment de la cuisson ou, immédiatement après, de sorte que les feuilles ne se fanent pas dans la chaleur. Sur l'île d'Ischia, dans la baie de Naples, un alcool digestif appelé rucolino est préparé à partir de cette plante. Sa liqueur est une spécialité locale qui est dégustée comme le limoncello ou la grappa.
En Égypte, la roquette est couramment consommée le matin au petit déjeuner, accompagnée de fève (foul), de falafel et d’œufs au pastrami. 

### Autres usages
Réputée pour ses vertus aphrodisiaques dans l'Antiquité, on en extrayait de l'huile essentielle pour composer des huiles de massage.

## Symbolique

### Calendrier républicain
- Dans le calendrier républicain, la « roquette » était le nom attribué au 24e jour du mois de germinal[4], généralement chaque 13 avril du calendrier grégorien.